# بيتر باول براور
بيتر باول براور (بالألمانية: Peter Paul Brauer)‏ هو منتج أفلام ومخرج ألماني، ولد في 16 مايو 1899 في إلبرفيلد في ألمانيا، وتوفي في 28 أبريل 1959 في برلين في ألمانيا.

## وصلات خارجية
- بيتر باول براور على موقع IMDb (الإنجليزية)
- بيتر باول براور على موقع ألو سيني (الفرنسية)
- بيتر باول براور على موقع أول موفي (الإنجليزية)
- بيتر باول براور على موقع قاعدة بيانات الأفلام السويدية (السويدية)
- بيتر باول براور على موقع قاعدة بيانات الفيلم (الإنجليزية)
- بيتر باول براور على موقع كينوبويسك (الروسية)